# Freiberger
Artikeln beskriver hästrasen Freiberger, för ölsorten se Freiberger (öl).
Freibergerhästen eller Franches-Montagnes är en bergshäst som härstammar från Jurabergen i västra Schweiz. Tillsammans med Einsiedler avlas den fram på Federala Stuteriet Avenches, väster om Bern. Precis som Einsiedlern så grundas aveln på normandiska hästar men alla hästar från Avenchesstuteriet brännmärks med stuteriets symbol, en sköld med det schweiziska korset. Freibergern används mest som körhäst men även som ridhäst.

## Historia
Freibergern är en ganska ny hästras som utvecklats under slutet av 1800-talet genom att man korsat tyngre hästar som bodde runt Jurabergen och även Ardenner tillsammans med lättare sporthästar, då främst Engelskt fullblod och Arabiskt fullblod men den största influensen var inhemska hästar med normandisk härkomst. Två olika typer av rasen utvecklades, en tyngre häst med mer massa och en lite lättare, men det var ingen större skillnad på de två olika hästarna även om den lite lättare typen blev mer eftertraktad då ridsport var ett ökande intresse. 
Nästan alla Freibergerhästar går tillbaka till samma hingst. Hingsten hette Valliant, född 1891, som var sonson till en importerad engelsk hunterhäst kallad Leo I som hade anor från den engelska körhästen Norfolktravaren. Valliant hade även inflytande av Normandisk cob, som har samma härstamning som de inhemska hästarna som först användes vid Freibergerhästens utveckling. 
Hästarna användes mycket av bönderna i bergen men även som remonthäst för den schweiziska armén. Under ett senare tillfälle utavlades Freibergern något med franska, engelska och belgiska hästar, men detta gav knappt någon verkan på denna ras och det dröjde tills efter första världskriget innan man försökte med en ny linje av rasen, baserad på den normandiska hingsten Urus, som även han skulle komma att bli en viktig del i Freibergerhästens utveckling efter Valliants inflytande. Men uppfödarna har sedan dess varit väldigt noggranna med all slags avel för att man ska behålla Freibergerns karaktär. 
Freibergerhästarna avlades fram vid det statliga stuteriet Avenches där deras avel var strikt kontrollerad. De två olika typerna korsades fram till en enda enhetlig typ. Idag är Freibergerhästarna kraftiga varmblodshästar och avlas fortfarande på stuteriet. Där avlas även en annan schweizisk ras, Einsiedlern.

## Egenskaper

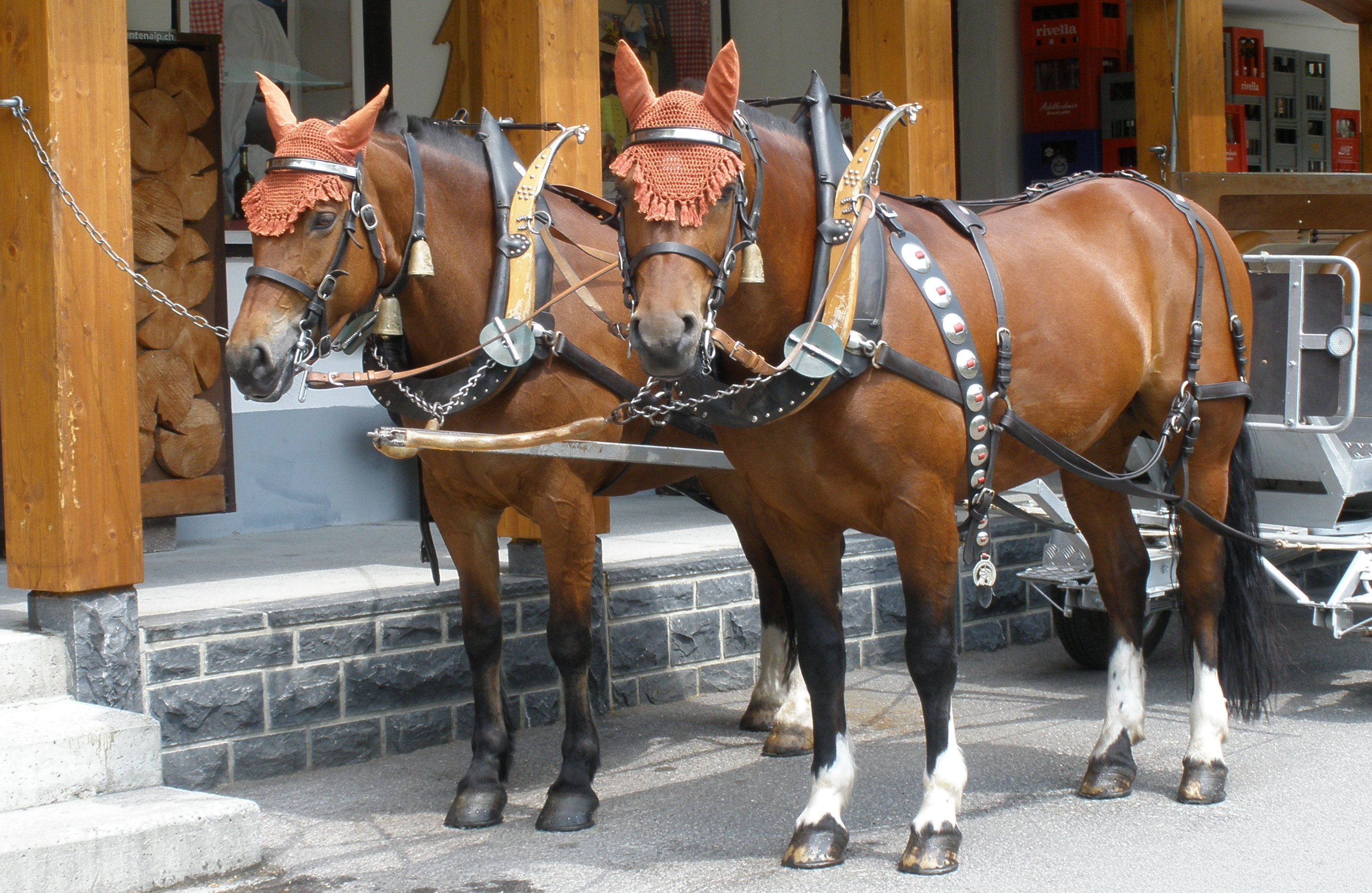
Freibergerhästarna är mycket uppskattade som körhästar.

Freibergerhästarna är i genomsnitt ca 150-155 cm i mankhöjd och kan ha alla hela färger, dvs alla färger utom skäck och tigrerad. Vanligast är dock brun och fux.
Då Freibergerhästarna är bergshästar så är de mycket säkra på foten, lugna och vänliga. Hästen är även mycket aktiv och kräver sin dagliga motion. I Schweiz används den mest som körhäst men även som packhäst till den beridna enheten i den schweiziska armén. Förr i tiden var rasen en oumbärlig hjälpreda på gårdarna uppe i bergen. 
Rasen karaktäriseras mest av sitt huvud som är ganska litet och liknar ett ponnyhuvud. Bakpartiet är ganska kraftigt och hästarna har stor bredd mellan höfterna men benen är väl utvecklade och hästen kan även hoppa bra på grund av sitt starka bakparti. 
Freibergern går även under namnet Franches-Montagnes vilket i vissa delar av Europa är ett mer känt namn än Freibergern.